# Kabinet-Ikeda I
Het kabinet-Ikeda I (Japans: 第1次池田内閣) was de regering van het Keizerrijk Japan van 19 juli 1960 tot 8 december 1960.

## Kabinet-Ikeda I (1960)
| Ambtsbekleder                                                | Ambtsbekleder        | Ambtsbekleder                                 | Functie                                        | Ambtstermijn    | Ambtstermijn    | Partij |
| ------------------------------------------------------------ | -------------------- | --------------------------------------------- | ---------------------------------------------- | --------------- | --------------- | ------ |
|                                                              | Hayato Ikeda         | Hayato Ikeda 池田勇人 (1899–1965)             | Premier                                        | 19 juli 1960    | 9 november 1964 | LDP    |
|                                                              | Masayoshi Ohira      | Masayoshi Ohira 大平正芳 (1910–1980)          | Secretaris- generaal                           | 19 juli 1960    | 18 juli 1962    | LDP    |
|                                                              | Iwao Yamazaki        | Iwao Yamazaki 山崎巌 (1894–1968)              | Minister van Binnenlandse Zaken                | 19 juli 1960    | 13 oktober 1960 | LDP    |
| Voorzitter van de Commissie voor Openbare Orde en Veiligheid | Iwao Yamazaki        | Iwao Yamazaki 山崎巌 (1894–1968)              |                                                | 19 juli 1960    | 13 oktober 1960 | LDP    |
|                                                              | Hideo Suto           | Hideo Suto 周東英雄 (1898–1981)               | Minister van Binnenlandse Zaken                | 13 oktober 1960 | 8 december 1960 | LDP    |
| Voorzitter van de Commissie voor Openbare Orde en Veiligheid | Hideo Suto           | Hideo Suto 周東英雄 (1898–1981)               |                                                | 13 oktober 1960 | 8 december 1960 | LDP    |
|                                                              | Zentaro Kosaka       | Zentaro Kosaka 小坂善太郎 (1912–2000)         | Minister van Buitenlandse Zaken                | 19 juli 1960    | 18 juli 1962    | LDP    |
|                                                              | Mikio Mizuta         | Mikio Mizuta 水田三喜男 (1905–1976)           | Minister van Financiën                         | 19 juli 1960    | 18 juli 1962    | LDP    |
|                                                              | Tetsuzo Kojima       | Tetsuzo Kojima 小島徹三 (1899–1988)           | Minister van Justitie                          | 19 juli 1960    | 8 december 1960 | LDP    |
|                                                              | Mitsujiro Ishii      | Mitsujiro Ishii 石井光次郎 (1889–1981)        | Minister van Economische Zaken                 | 19 juli 1960    | 8 december 1960 | LDP    |
|                                                              | Masa Nakayama        | Masa Nakayama 中山マサ (1891–1976)            | Minister van Volksgezondheid en Welzijn        | 19 juli 1960    | 8 december 1960 | LDP    |
|                                                              | Hirohide Ishida      | Hirohide Ishida 石田博英 (1914–1993)          | Minister van Arbeid                            | 19 juli 1960    | 18 juli 1961    | LDP    |
|                                                              | Masuo Araki          | Masuo Araki 荒木万寿夫 (1901–1973)            | Minister van Onderwijs                         | 19 juli 1960    | 18 juli 1963    | LDP    |
|                                                              | Yoshio Minami        | Yoshio Minami 南好雄 (1904–1980)              | Minister van Transport en Infrastructuur       | 19 juli 1960    | 18 juli 1961    | LDP    |
|                                                              | Tomisaburo Hashimoto | Tomisaburo Hashimoto 橋本登美三郎 (1901–1990) | Minister van Bouw en Constructie               | 19 juli 1960    | 8 december 1960 | LDP    |
|                                                              |                      | Norio Nanjo 南条徳男 (1895–1974)              | Minister van Landbouw, Bosbouw en Visserij     | 19 juli 1960    | 8 december 1960 | LDP    |
|                                                              | Zenko Suzuki         | Zenko Suzuki 鈴木善幸 (1911–2004)             | Minister van Communicatie en Post              | 19 juli 1960    | 8 december 1960 | LDP    |
|                                                              | Masumi Ezaki         | Masumi Ezaki 江﨑真澄 (1915–1996)             | Directeur- generaal van de JSDF                | 19 juli 1960    | 8 december 1960 | LDP    |
|                                                              | Shintaro Takahashi   | Shintaro Takahashi 高橋進太郎 (1902–1984)     | Directeur- generaal voor Administratieve Zaken | 19 juli 1960    | 8 december 1960 | LDP    |

Yoshida I ·
Katayama ·
Ashida ·
Yoshida II ·
Yoshida III ·
Yoshida IV ·
Yoshida V ·
I. Hatoyama I ·
I. Hatoyama II ·
I. Hatoyama III ·
Ishibashi ·
Kishi I ·
Kishi II ·
Ikeda I ·
Ikeda II ·
Ikeda III ·
Sato I ·
Sato II ·
Sato III ·
K. Tanaka I ·
K. Tanaka II ·
Miki ·
T. Fukuda ·
Ohira I ·
Ohira II ·
Suzuki ·
Nakasone I ·
Nakasone II ·
Nakasone III ·
Takeshita ·
Uno ·
Kaifu I ·
Kaifu II ·
Miyazawa ·
Hosokawa ·
Hata ·
Murayama ·
Hashimoto I ·
Hashimoto II ·
Obuchi ·
Mori I ·
Mori II ·
Koizumi I · 
Koizumi II ·
Koizumi III ·
Abe I ·
Y. Fukuda ·
Aso ·
Y. Hatoyama ·
Kan ·
Noda ·
Abe II ·
Abe III ·
Abe IV ·
Suga ·
Kishida I ·
Kishida II